# Kenning
La kenning (plural, kenningar) es una figura retórica usada en las producciones literarias del siglo IX a XII de los actuales países de Noruega e Islandia. Tiene la particularidad de nombrar la cosa por una palabra que la caracteriza debido a una anécdota (si la kenning es referente a un dios escandinavo), reemplazando la parte de la cosa por el todo, o bien simplemente haciendo la asociación por contigüidad.
En el nórdico antiguo, significa símbolo, el hecho de nombrar. Relacionado con el verbo nórdico antiguo kenna que significa «conocer» (como en la expresión kenna við, «nombrar a partir de algo»).
En el Háttatal, de Snorri Sturluson, las kenningar se dividen en tres grados. Al primero se le denomina kenning, al segundo tvíkent y al tercero rekit. Una kenning es la parte menor constitutiva de las kenningar. Por ejemplo, se le puede llamar a la batalla «el fragor de los dardos»; o al aire, «casa de los pájaros». Estos dos casos son kenningar simples. En cambio, en un tvíkent o doblado, se usa otra figura retórica adicional para doblar a la kenning. Así, «la llama del fragor de dardos» no se le llamará a la batalla, sino a la espada. Cuando se continúa con más asociaciones, se dice que es proseguido, o rekit.

## Kenningarverdaderas
Las sannkenningar o kenningar verdaderas se refieren a las palabras que se apoyan con algo que es adecuado. Snorri propone esta aliteración para ejemplificar las kenningar verdaderas. Señala que en cada verso hay dos kenningar verdaderas. En la primera línea es una kenning verdadera porque al llamar atroces a las heridas, se refiere a las heridas grandes. A partir del segundo verso, se acentúa el uso del epíteto y de la metonimia en las kenningar: se le dice recio al filo, bravo a los guerreros. En el cuarto se llama grande al rey y glorioso a su vida. Después se le llama refulgente a la espada, y más a la sangre. Todas estas kenningar aparecen como verdaderas, porque son ciertas y creíbles, como si se le nombrara.
Las kenningar verdaderas tienen tres grados. El primero es la misma kenning verdadera, el segundo se llama stuðning y el tercero es el tvíliður. La kenning stuðning o de refuerzo es una kenning verdadera a la que se le añade otra palabra verdadera más.

## Referencia bibliográfica
- Luis Lerate de Castro (1993). Poesía antiguo-nórdica; antología (siglos IX-XII). Madrid: Alianza Tres. ISBN 84-206-3273-2.
- Snorri Sturluson (1987). Textos mitológicos de las eddas. Madrid: Miraguano Ediciones. ISBN 84-85639-91-X.
- Jorge Luis Borges (1980). Nueva antología personal: las kenningar. Editorial Bruguera. ISBN 84-02-06704-2.